# El niño dormido
El niño dormido (en francés, L'enfant endormi) es una película belgo-marroquí de 2004 escrita y dirigida por Yasmine Kassari. La película ha recibido varios premios como el Trophée du Premier Scénario, del CNC (Centre national de la cinématographie).

## Sinopsis
En un pueblecito del noreste de Marruecos, la boda de Zeinab se parece poco a una celebración ya que su esposo ha decidido marcharse, con unos cuantos más, el día siguiente para entrar clandestinamente en España. No les queda ninguna posibilidad en el pueblo. Unas semanas después, Zeinab se da cuenta de que está embarazada. Decidida a esperar a su marido y presionada por su suegra, decide adormecer al feto. Pero el tiempo pasa y la esperanza del regreso se hace más tenue...

## Premios
- Festival International du Film Francophone de Namur 2004.
- Festival de Koszalin, Polonia 2004.
- Festival Premiers Plans de Angers 2005.
- Festival Cinema Africano, Asia e América Latina, Milano 2005.
- Festival National du Film Marocain de Tanger 2005.
- International Women’s Film Festival Torino 2005.
- Festival Vues d’Afrique, Montréal 2005.
- Festival Internacional de Cine de Mar del Plata 2005.
- FCAT 2006